# Cordia cylindrostachya
Cordia cylindrostachya là loài thực vật có hoa trong họ Mồ hôi. Loài này được (Ruiz & Pav.) Roem. & Schult. mô tả khoa học đầu tiên năm 1819.